# Ahmose-Sitamun
Ahmose-Sitamun ("Con của thần Mặt trăng, Con gái của thần Amun") là một công chúa của thuộc Vương triều thứ 18.

## Thân thế
Ahmose-Sitamun con gái của pharaon Ahmose I và vương hậu Ahmose-Nefertari; là chị em ruột cùng cha cùng mẹ với pharaon Amenhotep I và vương hậu của ông, Ahmose-Meritamun. Công chúa đã mất khi còn nhỏ.
Sitamun được sắc phong cách danh hiệu "Chị em gái của Vua" và "Con gái của Vua". Ngoài ra, công chúa cũng được truy phong là "Vợ của thần thánh", một danh hiệu được truyền từ mẹ sang con gái.
Sitamun được biết đến duy nhất qua một tấm bia tại đền Karnak cùng mẹ và 2 người anh em: Amenhotep I và Ahmose-Sapair.

## Chôn cất
Xác ướp và quan tài của Ahmose-Sitamun được phát hiện vào năm 1881 tại lăng mộ DB320 cùng với những thành viên trong hoàng gia của công chúa, hiện đang được lưu giữ tại Bảo tàng Ai Cập. Thực chất, cái gọi là "xác ướp" trên chỉ là một hộp sọ, vài mẩu xương và một bó sậy khô bọc trong một tấm vải lanh. Nhiều suy đoán cho rằng, Sitamun chết mất xác (bị thú dữ ăn thịt) hoặc xác ướp của công chúa đã bị phá hủy bởi những tên trộm mộ.
Cỗ quan tài gỗ không được trang trí, sơn màu trắng và chỉ ghi danh hiệu của công chúa.